# I-40 (sous-marin)
Le I-40 (イ-40) est un sous-marin japonais de type B Mod.1 ((乙型改一（伊四十型）, Otsu-gata Kai-1）ayant servi durant la Seconde Guerre mondiale dans la Marine impériale japonaise. 
Pendant la Seconde Guerre mondiale, il a disparu après son départ pour sa première patrouille de guerre en novembre 1943.

## Construction
Construit par l'Arsenal naval de Kure au Japon, le I-40 a été mis sur cale le 18 mars 1942 sous le nom de Sous-marin No. 370. Le 20 août 1942, il est renommé I-40 et provisoirement rattaché au district naval de Yokosuka. Il a été lancé le 10 novembre 1942. Il a été achevé et mis en service le 31 juillet 1943 dans la Marine impériale japonaise. Il est rattaché au district naval de Yokosuka et affecté au 11e escadron de sous-marins de la 1re Flotte, pour la mise au point. Le LtCdr (promu Capitaine le 1er novembre) Watanabe Katsuji est le commandant du sous-marin.

## Description
Le I-40, pesant près de 2 624 tonnes en surface, était capable de plonger à 100 m, puis de se déplacer à une vitesse maximale de 8 nœuds, avec une autonomie de 96 milles nautiques à une vitesse réduite de 3 nœuds. En surface, sa portée était de 14 000 milles nautiques, développant une vitesse maximale de 23,6 nœuds. Il transportait un hydravion de reconnaissance biplace Yokosuka E14Y (connu des Alliés sous le nom de Glen), stocké dans un hangar hydrodynamique à la base de la tour de navigation (kiosque).

## Histoire de service
Lors de sa mise en service, le I-40 a été officiellement rattaché au district naval de Yokosuka et affecté au 11e escadron de sous-marins de la 1re Flotte pour des travaux de préparation. En août 1943, il a participé aux essais de sonar et de matériel de détection des anomalies magnétiques dans la mer intérieure de Seto, servant de cible de lutte anti-sous-marine pour le poseur de mines Nuwajima.
Une fois ses travaux terminés, le I-40 a été réaffecté à la 1re division de sous-marins du 2e escadron de sous-marins de la 6e Flotte le 31 octobre 1943. Il a quitté Yokosuka le 13 novembre 1943 à destination de Truk, qu'il a atteint le 19 novembre 1943.
La campagne des îles Gilbert et Marshall commença le 20 novembre 1943 avec l'invasion américaine de Tarawa et de Makin dans les îles Gilbert. Ce jour-là, le I-40 et les sous-marins I-19, I-21, I-35, I-39, I-169, I-174, I-175 et Ro-38 reçurent tous l'ordre de se rendre aux Gilbert et de s'opposer à l'invasion. Le 22 novembre 1943, le I-40 quitta Truk pour entamer sa première patrouille de guerre, à laquelle on lui assigna une zone de patrouille au large de l'île Makin.
Le 26 novembre 1943, la 6e Flotte a ordonné au I-40 de se joindre au I-19, au I-169 et au RO-38 pour former un blocus au nord de Makin, et le 2 décembre 1943, il lui est ordonné aux I-19, I-20 et I-40 de signaler leurs positions, mais le I-40 n'a répondu à aucun de ces messages.
Les circonstances de la perte du I-40 restent un mystère. Le 23 novembre 1943, le destroyer USS Boyd (DD-544) a coulé un sous-marin japonais au sud-ouest de Tarawa qui était probablement le I-39 mais qui aurait pu être le I-40. Il a également été proposé que des avions terrestres de la marine américaine fassent équipe avec le destroyer USS Radford (DD-446) pour le couler et que seul le Radford l'ait coulé.
Le 21 février 1944, la marine impériale japonaise a déclaré que le I-40 était présumé perdu avec tout son équipage de 97 personnes dans la région des îles Gilbert.